# Aşağı Küngüt
Aşağı Küngüt è un comune dell'Azerbaigian situato nel distretto di Şəki. Conta una popolazione di 1 298 abitanti.